# ZiŁ-127
ZiŁ-127 – autobus produkowany przez firmę ZiŁ w latach 1956–1960. Do napędu użyto silnika R6 o pojemności 5,6 l. Moc przenoszona była na oś tylną poprzez 5-biegową manualną skrzynię biegów. Pojazd przewozić mógł 32 pasażerów na miejscach siedzących.

## Dane techniczne

### Silnik
- R6 7,0 l, 2 zawory na cylinder, diesel
- Układ zasilania: pompa wtryskowa
- Średnica cylindra × skok tłoka: b.d.
- Stopień sprężania: 17,0:1
- Moc maksymalna: 180 KM przy 2000 obr./min
- Maksymalny moment obrotowy: 633 Nm

### Osiągi
- Prędkość maksymalna: 95 km/h (załadowany)
- Średnie zużycie paliwa: 42,0 l / 100 km

### Inne
- Promień skrętu: 8,5 m
- Prześwit: 270 mm
- Pojemność zbiornika paliwa: 250 l